# 32078 Jamesavoldelli
32078 Jamesavoldelli este un asteroid din centura principală de asteroizi.

## Descriere
32078 Jamesavoldelli este un asteroid din centura principală de asteroizi. A fost descoperit pe 5 mai 2000 la Socorro, New Mexico, în cadrul proiectului LINEAR. Asteroidul prezintă o orbită caracterizată de o semiaxă mare de 2,28 ua, o excentricitate de 0,08 și o înclinație de 4,9° în raport cu ecliptica..